# 卡內維爾鎮區 (伊利諾伊州凱恩縣)
卡內維爾鎮區（英語：Kaneville Township）是位於美國伊利諾伊州凱恩縣的一個行政鎮區。

## 地方資料
根據2010年美國人口普查的數據，卡內維爾鎮區的面積為91.10平方千米，當中陸地面積為90.90平方千米，而水域面積為0.20平方千米。當地共有人口1286人，而人口密度為每平方千米14.12人。